# Berthold Ziengs
Berthold Ziengs (Assen, 26 mei 1968) is een Nederlandse ondernemer en voormalig politicus voor de VVD.
Na een studie bedrijfseconomie met specialiteit accountancy startte Ziengs een eigen advies- en administratiekantoor. Later richtte hij ook onroerend goed-maatschappij Tecumseh BV op, genoemd naar de achttiende-eeuwse Shawneeleider Tecumseh, die vocht voor de rechten van de autochtone indiaanse bevolking van Noord-Amerika. Tussendoor was hij zowel als recreatieondernemer en als organisator van diverse evenementen actief en productief aan, op en met het Zuidlaardermeer.
Ziengs was lid van de Provinciale Staten van Drenthe voor de VVD. Ook was hij voorzitter van de VVD Waterschapscentrales Reest en Wieden en Velt en Vecht. Binnen VVD Drenthe voerde hij de communicatie en public relations aan.

## Belastingfraude
In juli 2011 werd Ziengs opgepakt wegens verdenking van fraude. De FIOD nam administratie in beslag waaruit bleek dat de Belastingdienst voor tonnen zou zijn getild. Ziengs vertrok op 20 juli 2011 uit de politiek. Wel bleef hij aanvankelijk nog een sleutelrol spelen voor de liberale lobby-organisatie, de stichting Club van 100, maar op 6 september 2013 keerde hij die organisatie de rug toe. Hij stond in 2013 terecht ter zake het gedurende vijf jaar oplichten van de Belastingdienst, die op basis van knullig vervalste nota's ruim zeshonderdduizend euro aan omzetbelasting terugstortte op de rekening van zijn bedrijf Tecumseh BV dat helemaal geen omzet maakte. Op 24 september van dat jaar werd Ziengs tot 22 maanden onvoorwaardelijke gevangenisstraf veroordeeld; een zwaardere straf dan was geëist. Dat Ziengs tijdens de fraudeperiode een publiek ambt bekleedde en met gemeenschapsgeld had gefraudeerd werden hem door de rechtbank zwaar aangerekend.

## Acteur
Als kind speelde Ziengs de rol van Berendje in de televisieserie Bartje (1972), naar het gelijknamige boek van Anne de Vries. Zijn broer Erik Ziengs speelde Sicco in dezelfde serie.